# Karl Maurer (Skirennläufer)
Karl Maurer (* 11. Oktober 1925 in Garmisch-Partenkirchen; † 21. Februar 2014 in Rottach-Egern) war ein deutscher Skirennläufer.
Seine größten Erfolge hatte er Anfang der 1950er Jahre, als er im Abfahrtslauf zweimal Deutscher Meister wurde (1950 und 1951). Die Deutsche Meisterschaft in der Kombination gewann er 1950.
An seinem Hausberg, dem Wallberg, feierte er seine spektakulärsten Erfolge, u. a. auch das ´Goldene Schild` (1951). 1953 stürzte er ausgerechnet auf dieser seiner Lieblingsstrecke schwer, ihm mussten beide Beine amputiert werden. Trotz des Handicaps wurde Karl Maurer 89 Jahre alt; er starb 2014.